# Scott Millan
Scott Millan (Los Angeles, 1954) é um sonoplasta estadunidense. Venceu o Oscar de melhor mixagem de som em quatro ocasiões, sendo a última na edição de 2008 por The Bourne Ultimatum, ao lado de Kirk Francis e David Parker.